# Saltonia
Saltonia incerta es una especie de araña araneomorfa de la familia Dictynidae. Es la única especie del género monotípico Saltonia.

## Distribución
Es originaria de Salton Sea en California de los Estados Unidos y en la Isla Pelicano en Sonora de México.